# 南何线
南何线即南何支线，是上海市境内的一条京沪铁路支线，上海市西北部。该线自南翔站始，止于何家湾站，全长23公里，于1959年1月18日建成，2月27日交付使用，是上海铁路枢纽中连接黄浦江入海口附近港区和附近钢铁企业的货运路线。其部分路段沿用原何真支线路基，本文一并介绍。

## 概览

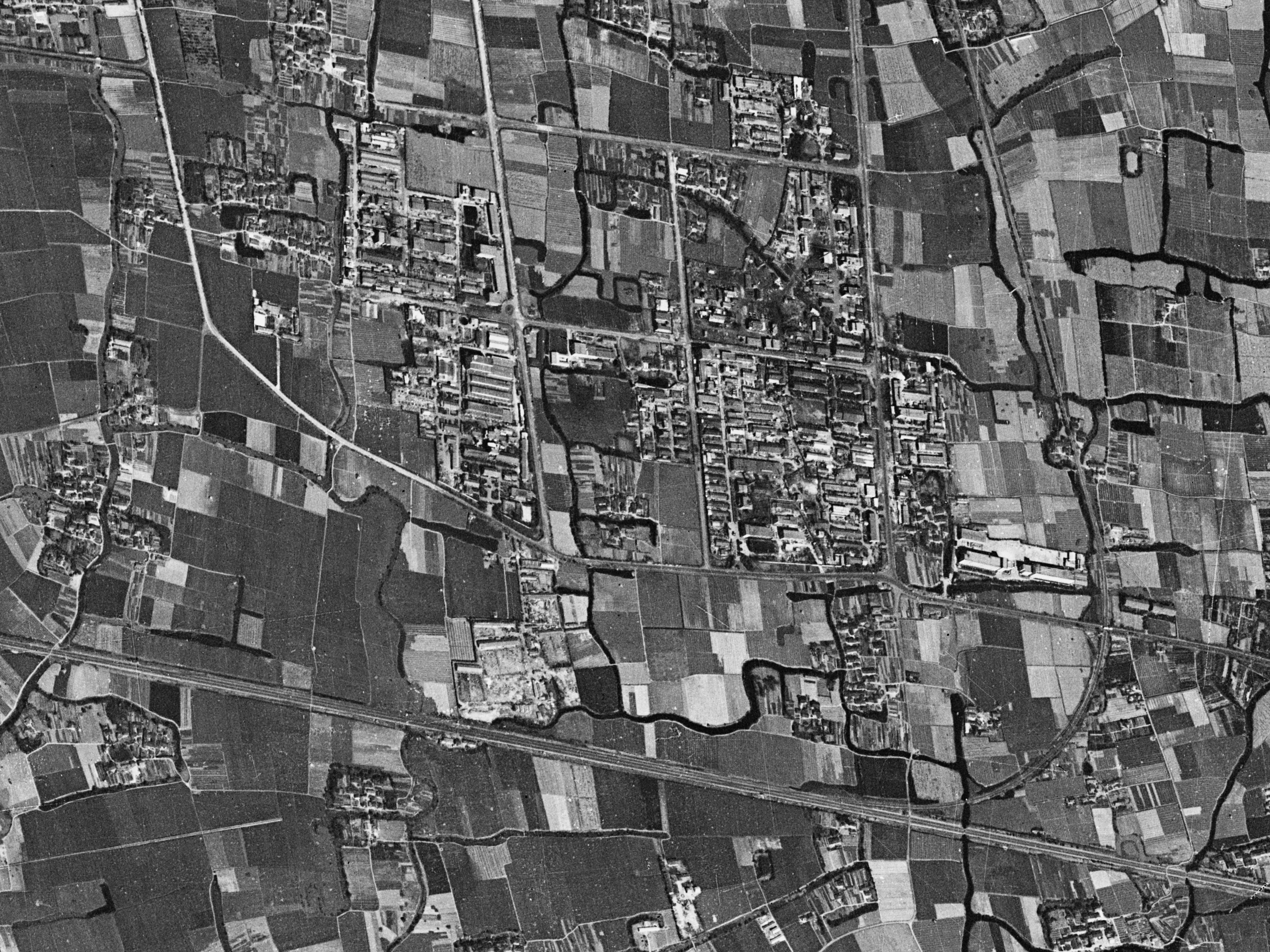
桃浦镇附近的江桥镇站和南何铁路出岔点卫星图（1966年）

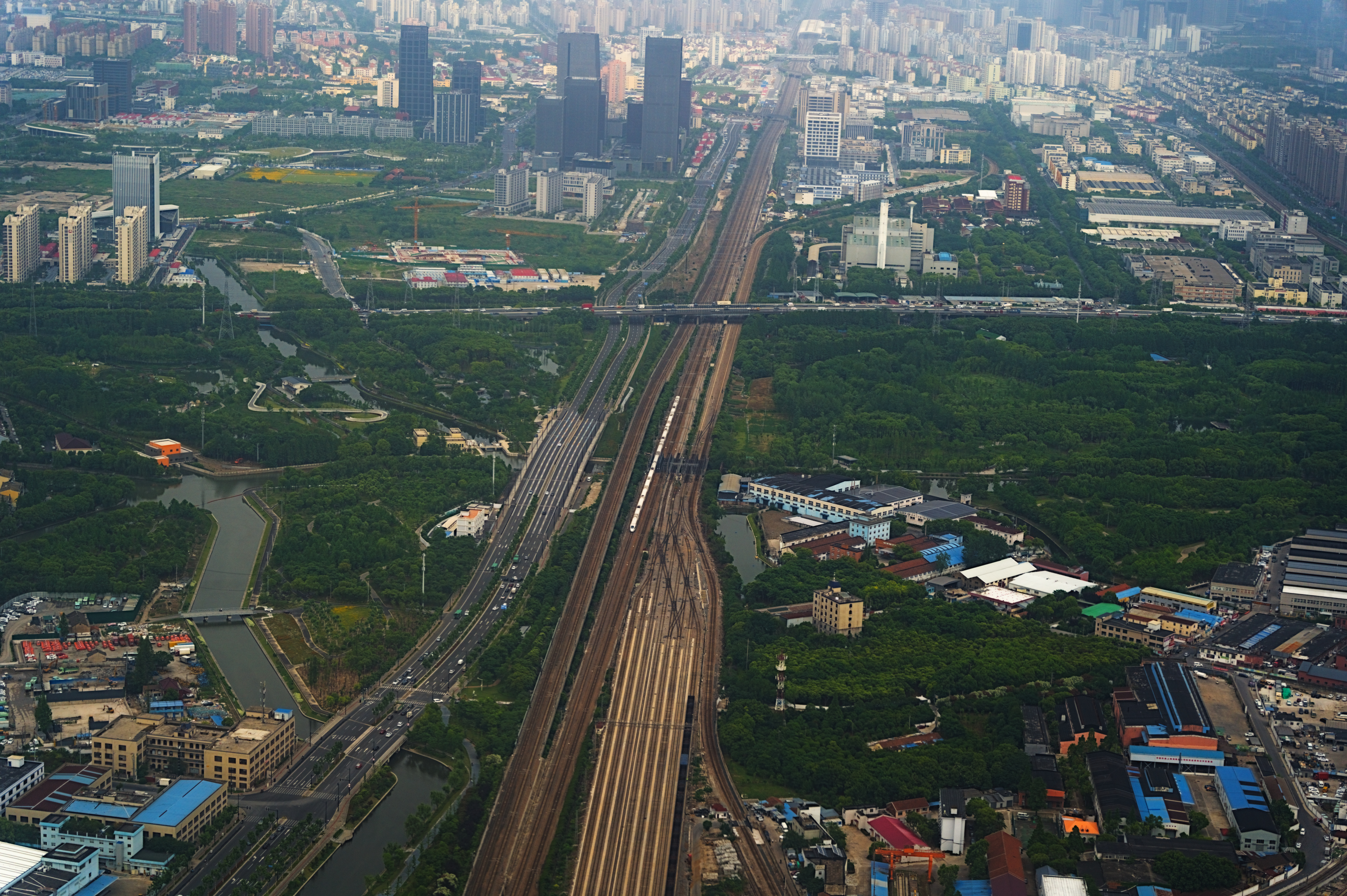
从虹桥机场进港航班拍摄的南翔站东咽喉，图片上部为江桥镇站与南何线出岔点

南何支线东段路基即原何真支线，是淞沪铁路与沪宁铁路干线的联络线，自何家湾站至真如站（今上海西站），长11.425公里。1948年3月25日正式动工，同年7月9日铺轨完成。由于时局变化，运量迅速减少。1949年5月上海解放前夕，在上海困守的国民党军队将铁路拆毁约计840米，利用铁路轨料石碴修筑防御工事，线路遂中断。上海解放后，何真支线于1950年3月全部拆除。
1950年，大场机场专用线，又称真大支线建成，线路自沪宁线上交通路仓库引出，沿现在的真金路向北至大场机场。1953年，上海市人民政府和铁道部设计总局开始规划上海铁路枢纽，在经过审查和勘测后于1957年3月提出铁路枢纽的总布局图。南何支线设计目的是在配合上海市桃浦工业区和彭浦工业区的建设的同时，减轻上海北站的道口压力，并且解决淞沪支线从接入城市蜂腰地带造成的交通干扰问题。1958年2月25日，国家建委对上海铁路枢纽总布置设计提出意见，建议对真大支线改造后作为南何支线的一部分，但未采用。次年6月，上海铁路局设计事务所提出南何铁路设计标准为Ⅰ级线路，其中采用4319型旧轨，每公里1600根铺设Ⅰ类油枕，曲线半径小于等于600米时每公里增至1760根，限制坡度为4‰。
1958年上海铁路枢纽工程开工，另辟由南翔编组站出岔、经过江桥镇站至何家湾站与淞沪支线衔接的铁路，即现今的南何支线。线路长15.353公里，沿线有支线接往宝山钢铁总厂、上钢一厂、上钢五厂和上海港以及其他工厂企业的专用线10多条，与何杨线构成了上海北部的铁路货运环状网络。建成后原大场机场专用线改连南何线，南何线至沪宁线间的区段废止。1974年，扩建何家湾站后终点向东移至262号道岔中交处，直接衔接何杨线，全长17.48公里。1978年宝钢支线在北郊站附近接入南何线，故在南翔至北郊段修筑复线，将线路延伸至南翔，长度延长至23公里。

## 车站
- 南翔站
- 江桥镇站
- 桃浦站
- 彭浦站→北郊站[6]
- 何家湾站

## 沿革
- 1948年3月25日 何真支线开工
- 1948年7月9日 何真支线铺轨完成
- 1949年5月 国民党军队将铁路拆毁约用于修筑防御工事
- 1950年3月 何真支线全部拆除
- 1950年 大场机场专用线建成
- 1958年7月1日 南何支线开工
- 1959年1月18日 线路通车
- 1959年1月27日 线路交付使用
- 1978年9月28日 彭浦站改名为北郊站
- 1979年2月 复线化工程初步设计
- 1984年4月24日 复线化工程开工
- 1986年3月 江桥立交桥正式开工
- 1987年12月31日 翔东—金港巷线路与江桥立交单线桥同时竣工通车
- 1991年9月21日 翔东—金港巷区间软土路基开工
- 1993年7月 翔东—金港巷区间复线与江桥立交复线桥建成通车